# Boa Vista do Incra
Boa Vista do Incra est une municipalité brésilienne située dans l'État du Rio Grande do Sul.